# کامران مدنی
کامران مدنی (زاده ۹ سپتامبر ۱۹۹۶)   کاراته‌کای اهل آمریکا است. وی سال ۲۰۱۹، نشان نقره ماده ۸۴ کیلوگرم کومیته مردان در بازی‌های پان امریکن ۲۰۱۹ را کسب کرد اما پس از محرز شدن دوپینگ کارلوس سینیسترا از کلمبیا، مدال طلا به او رسید.  
او در ماده ۸۴ کیلوگرم کومیته مردان در مسابقات قهرمانی کاراته دانشجویان جهان ۲۰۱۸ در کوبه ژاپن، مدال طلا را کسب کرد. 